# Samenwerkende Handelsbedienden
Samenwerkende Handelsbedienden (Saha) was een Nederlandse belangenvereniging van zelfbesturende werknemers. 
De vereniging van handelsbedienden werd in 1932 gesticht door de Amsterdamse ondernemer Hendrik Klein. De humanitaristische Klein had een grossierderij waarvan het personeel aandelen en rechten in de onderneming had. De Saha was aangesloten bij de vereniging Gemeenschappelijk Grondbezit (GGB). Die was tot stand gekomen als uitvloeisel van projecten van Frederik van Eeden en christen-anarchisten.
De Samenwerkende Handelsbedienden werkten met en voor elkaar, volgens een motto van Frederik van Eeden: 'Werkers werkt voor elkander !' 

## Broederschap
De grossierderij was inmiddels gegroeid tot 80 werknemers. Nadat hij de rechten van de grossierderij overgenomen had van zijn zwager richtte hij in 1920 Samenwerkende Handelsbedienden op. Handelsonderneming Saha kwam vervolgens in eigendom en beheer van het toenmalige grossierderijpersoneel. Via de Saha kreeg het personeel aandelen en rechten in de onderneming. De Saha sloot zich aan bij de vereniging Gemeenschappelijk Grondbezit (GGB) die ontstaan was uit de coöperatieprojecten van Frederik van Eeden en christenanarchisten.
In 1934 bestond Saha uit zes winkelzaken en een atelier voor kunstnijverheidsproducten op het gebied van verlichting. In het atelier werden perkamenten lampenkappen gemaakt. In 1934 werkten in het atelier ongeveer 12 tot 15 mensen. Voor de crisis bood het werk aan ongeveer 40 werknemers. In een eigen metaalwarenfabriek werden kronen en metalen ornamenten vervaardigd. De Saha werd bestuurd door een bedrijfsraad, bestaande uit werknemers die ten minste twee jaar werkten en ouder dan 25 jaar moesten zijn. De dagelijkse leiding was in handen van de bedrijfsleider. De bedrijfsleider werd benoemd daar de bedrijfsraad en was verantwoording verschuldigd aan de raad. De bedrijfsraad kwam voort uit de oudere kern van Sahawerkers. De raad hield maandelijks een zakenvergadering. Daarin werden de bedrijfsresultaten besproken en werden richtlijnen voor bedrijfsraad en de bedrijfsleider bes[roken. Het maximumloon was voor allen gelijk, al verdienden gehuwden verdienen meer dan ongehuwden. In de organisatie bestond geen hiërarchie, niemand was boven een ander gesteld. Ieder was ondergeschikt aan het geheel, er was geen privaatbezit en er waren geen aandeelhouders. Uitgangspunt was dat ieder die arbeid verrichtte, recht had op een menswaardig bestaan vanuit de Broederschapsgedachte. 
Naast de zakelijke vergaderingen werden ook ideële samenkomsten gehouden. Het bedrijf werd daartoe op zaterdagmiddagen gesloten voor een gemeenschappelijke koffiemaaltijd om ideële onderwerpen te bespreken. Ook had de Saha het Natuurvriendenhuis Morgenrood met enige hectaren grond in het Noord-Brabantse Oisterwijk. Het kamphuis diende om de ideeële opzet van de SAHA tot uiting te brengen, dus om de mens gelukkiger te maken en een zuiverder en mooier arbeidsleven op te bouwen, met en voor elkaar. Door de crisisjaren kreeg het idealistische bedrijf echter te maken met veel strijd en tegenstand.

## Arbeidswetten
Er klonk ook kritiek, dat de Saha de idealen gebruikte voor kapitalistisch werkgeverschap. Daarbij zouden rentezegels worden geplakt, Klein zou de bedrijven gebruiken voor eigen gewin en de arbeidswetten zouden worden overtreden.  Ook justitie keek toe op naleving van de Arbeidswetten. In 1924 werd proces-verbaal opgemaakt tegen de Saha omdat die zich niet aan de arbeidstijden zou houden. Een juffrouw was 's avonds na 7 uur nog aan het werk geweest om nog wat naaiwerk aan lampenkappen te verrichten. Dat werk stond niet aangegeven op volgens de Arbeidswet verplichte n aantekenlijst. De jongedame in kwestie verklaarde voor de rechtbank dat alle werknemers voor een doel werkten, en dat de Arbeidswet daarbij niet nodig was.  In hoger beroep werd Klein veroordeeld, al verwierp hij het argument dat hij als leidinggevende verantwoordelijk was, omdat de SAHA geen leidinggevenden kende.
Een drukker van Saha stond terecht voor het onvoldoende zorg hebben gedragen voor de veiligheid bij het werken met de degelpers. De drukker verklaarde daarbij dat hij geen leidinggevende was en dus niet aansprakelijk gesteld kon worden in een bedrijf dat geen leidinggevende functies kende. Maar dat zijn ontslagbrief was ondertekend met 'Namens de Saha: De Saha'. Omdat de drukker niet als leidinggevende kon worden aangemerkt werd hij vrijgesproken. 